# صموئيل هارت
صموئيل هارت هو سياسي كندي، ولد في 1747، وتوفي في 3 أكتوبر 1810. انتخب عضو مجلس نواب نوفا سكوتيا.